# Liste der Naturdenkmale im Amt Mönchgut-Granitz
Die Liste der Naturdenkmale im Amt Mönchgut-Granitz nennt die Naturdenkmale im Amt Mönchgut-Granitz im Landkreis Vorpommern-Rügen in Mecklenburg-Vorpommern.

## Baabe
In diesem Ort sind keine Naturdenkmale bekannt.

## Göhren
| Bild                          | Nr.        | Bezeichnung                      | Standort                                              | Beschreibung | Schutzzweck | Verordnung                                                         |
| ----------------------------- | ---------- | -------------------------------- | ----------------------------------------------------- | ------------ | ----------- | ------------------------------------------------------------------ |
| mehr Fotos \| Fotos hochladen |            | Stein                            | Ostsee (54° 20′ 45,6″ N, 13° 45′ 18,7″ O)             |              |             |                                                                    |
| BW                            |            | Eiche                            | Max-Dreyer-Straße (54° 20′ 29,5″ N, 13° 44′ 50,3″ O)  |              |             |                                                                    |
| BW                            |            | Japanischer Zierapfel            | Poststraße (54° 20′ 29,9″ N, 13° 44′ 16,5″ O)         |              |             |                                                                    |
| BW                            |            | Ginkgo                           | Waldstraße (54° 20′ 38,5″ N, 13° 44′ 21,6″ O)         |              |             |                                                                    |
| BW                            |            | Lärche                           | Katharinenstraße 6 (54° 20′ 38,1″ N, 13° 44′ 26,5″ O) |              |             |                                                                    |
| BW                            |            | Schwarzkiefer                    | Katharinenstraße 6 (54° 20′ 37,3″ N, 13° 44′ 27,2″ O) |              |             |                                                                    |
| BW                            |            | Schwarzkiefer                    | Katharinenstraße 6 (54° 20′ 36,9″ N, 13° 44′ 26″ O)   |              |             |                                                                    |
| BW                            |            | Eiche                            | Försterei 10 (54° 20′ 22,2″ N, 13° 43′ 33,1″ O)       |              |             |                                                                    |
| BW                            |            | Linde                            | Försterei 12 (54° 20′ 25,2″ N, 13° 43′ 33,5″ O)       |              |             |                                                                    |
| BW                            |            | Traubeneiche                     | Philippshagen (54° 20′ 38,5″ N, 13° 42′ 33,4″ O)      |              |             |                                                                    |
| BW                            | fnd_vr_023 | Märzenbecherwiese Phillippshagen | Philippshagen (54° 19′ 54,7″ N, 13° 42′ 36,9″ O)      |              |             | Beschluss des Rates des Kreises Rügen Nr. 191/21-88 vom 06.10.1988 |

## Lancken-Granitz
| Bild | Nr. | Bezeichnung   | Standort                                               | Beschreibung | Schutzzweck | Verordnung |
| ---- | --- | ------------- | ------------------------------------------------------ | ------------ | ----------- | ---------- |
| BW   |     | Stieleiche    | Dorfstraße, Friedhof (54° 22′ 4,7″ N, 13° 37′ 56,9″ O) |              |             |            |
| BW   |     | Stieleiche    | Dorfstraße, Friedhof (54° 22′ 4,3″ N, 13° 37′ 57,3″ O) |              |             |            |
| BW   |     | Stieleiche    | Dorfstraße, Friedhof (54° 22′ 3,9″ N, 13° 37′ 57,6″ O) |              |             |            |
| BW   |     | Winterlinde   | Dorfstraße (54° 21′ 59,8″ N, 13° 37′ 56,5″ O)          |              |             |            |
| BW   |     | Stieleiche    | (54° 21′ 36,9″ N, 13° 37′ 4,7″ O)                      |              |             |            |
| BW   |     | Esche         | Preetz (54° 21′ 25″ N, 13° 38′ 15,6″ O)                |              |             |            |
| BW   |     | Birnbaum      | Gobbin 7 (54° 20′ 43,6″ N, 13° 37′ 13,2″ O)            |              |             |            |
| BW   |     | Birnbaum      | Gobbin 8 (54° 20′ 40,8″ N, 13° 37′ 13″ O)              |              |             |            |
| BW   |     | Ulme          | Gobbin 8 (54° 20′ 41,2″ N, 13° 37′ 14,3″ O)            |              |             |            |
| BW   |     | Ulme          | Gobbin (54° 20′ 42,2″ N, 13° 37′ 17,4″ O)              |              |             |            |
| BW   |     | Kastanie      | Gobbin (54° 20′ 41,3″ N, 13° 37′ 16,8″ O)              |              |             |            |
| BW   |     | Rotbuche (3×) | Gobbin (54° 20′ 40,5″ N, 13° 37′ 15,9″ O)              |              |             |            |
| BW   |     | Ahorn (5×)    | Gobbin (54° 20′ 37,5″ N, 13° 37′ 14,1″ O)              |              |             |            |

## Mönchgut
| Bild                          | Nr. | Bezeichnung | Standort                                                            | Beschreibung | Schutzzweck | Verordnung |
| ----------------------------- | --- | ----------- | ------------------------------------------------------------------- | ------------ | ----------- | ---------- |
| BW                            |     | Linde       | Alt Reddevitz 27 (54° 19′ 51″ N, 13° 40′ 22,9″ O)                   |              |             |            |
| BW                            |     | Linde       | Alt Reddevitz 27 (54° 19′ 51,2″ N, 13° 40′ 23,3″ O)                 |              |             |            |
| BW                            |     | Stechpalme  | Kleinhagen Dorfstraße (54° 19′ 35″ N, 13° 41′ 30,1″ O)              |              |             |            |
| BW                            |     | Stein       | Lobber Ort (54° 19′ 6,9″ N, 13° 43′ 49,9″ O)                        |              |             |            |
| BW                            |     | Eibe        | Zum Höft (54° 18′ 28,9″ N, 13° 40′ 40,8″ O)                         |              |             |            |
| BW                            |     | Eibe        | Zum Höft (54° 18′ 28,3″ N, 13° 40′ 41,6″ O)                         |              |             |            |
| Fotos hochladen               |     | Rotbuche    | Groß Zicker (54° 18′ 6,7″ N, 13° 40′ 48,5″ O)                       |              |             |            |
| Fotos hochladen               |     | Stein       | Groß Zicker (54° 18′ 5,3″ N, 13° 40′ 54,8″ O)                       |              |             |            |
| Fotos hochladen               |     | Eibe        | Groß Zicker Boddenstraße 53 (54° 17′ 47,7″ N, 13° 40′ 46,9″ O)      |              |             |            |
| mehr Fotos \| Fotos hochladen |     | Stechpalme  | Groß Zicker Boddenstraße 24 (54° 17′ 46″ N, 13° 41′ 14,6″ O)        |              |             |            |
| Fotos hochladen               |     | Stein       | Zickersches Höft, beim Nonnenloch (54° 17′ 37,1″ N, 13° 39′ 1,9″ O) |              |             |            |
| Fotos hochladen               |     | Stein       | Zickersches Höft, beim Nonnenloch (54° 17′ 36,9″ N, 13° 39′ 2″ O)   |              |             |            |

## Sellin
| Bild | Nr. | Bezeichnung | Standort                           | Beschreibung | Schutzzweck | Verordnung |
| ---- | --- | ----------- | ---------------------------------- | ------------ | ----------- | ---------- |
| BW   |     | Eiche       | (54° 22′ 44,8″ N, 13° 39′ 32,9″ O) |              |             |            |
| BW   |     | Rotbuche    | (54° 22′ 35″ N, 13° 39′ 27,4″ O)   |              |             |            |

## Zirkow
| Bild | Nr. | Bezeichnung | Standort                                            | Beschreibung | Schutzzweck | Verordnung |
| ---- | --- | ----------- | --------------------------------------------------- | ------------ | ----------- | ---------- |
| BW   |     | Eiche       | Putbuser Straße 27 (54° 23′ 15″ N, 13° 32′ 22,6″ O) |              |             |            |